# Tony Sylva
Tony Mario Sylva (* 17. května 1975 Guédiawaye, Senegal) je bývalý francouzsko-senegalský fotbalový brankář. Působil ve Francii, aktivní hráčskou kariéru ukončil v roce 2010 v tureckém klubu Trabzonspor.

## Klubová kariéra
Během své kariéry hrál ve Francii za AS Monaco, odkud hostoval v týmech Gazélec Ajaccio, SAS Épinal a AC Ajaccio. V červenci 2004 se stal hráčem Lille OSC. V květnu 2008 využil článek 17 přestupního řádu FIFA (tzv. Websterovo pravidlo, smlouvu měl do roku 2009) a odešel do tureckého Trabzonsporu , kde v roce 2010 skončil. Poté ukončil kariéru.

## Reprezentační kariéra
Tony Sylva debutoval v národním týmu Senegalu v roce 1999. Celkem absolvoval v letech 1999–2008 v národním týmu Senegalu 83 zápasů.